# 稲穂 (札幌市)
稲穂（いなほ）は、北海道札幌市手稲区にある地区である。
北海道旅客鉄道（JR北海道）函館本線以南の地域で、北西から南東に国道5号と札樽自動車道が走る。
市街化地域は稲穂1条から5条まで分けられており、南西の山岳部は手稲稲穂と呼ばれる。

## 歴史
1872年（明治5年）ころ、青森県の南部地方から入植者たちが訪れた。近隣の前田は泥炭湿地、また山口は砂丘と農耕不適地が多い中で、手稲山北部の丘陵から続く平坦な原野が広がるこの地域は、比較的開墾が可能であった。そのため入植者たちは、1俵15銭の炭焼きで生活費を稼ぎつつ、泥田の開墾に力を注いだ。
1942年（昭和17年）の字名改正に際し、農耕に従事した先人の労苦をしのんで「稲穂」と命名された。つまりは日本語由来の名称であり、北海道各地に散見される、アイヌ語の「イナウ」に由来する稲穂地区とは起源が異なる。
地域の発展は近隣と比較すると遅れがちで、長らく農地が広がっていたが、1970年代後半から急激に宅地化が進行し、一時は日本一の地価上昇率を記録したこともあった。

## 住所
| 町丁                | 郵便番号 |
| ------------------- | -------- |
| 稲穂1条1丁目～8丁目 | 006-0031 |
| 稲穂2条2丁目～8丁目 | 006-0032 |
| 稲穂3条1丁目～7丁目 | 006-0033 |
| 稲穂4条1丁目～7丁目 | 006-0034 |
| 稲穂5条2丁目～7丁目 | 006-0035 |
| 手稲稲穂（番地）    | 006-0039 |

## 交通

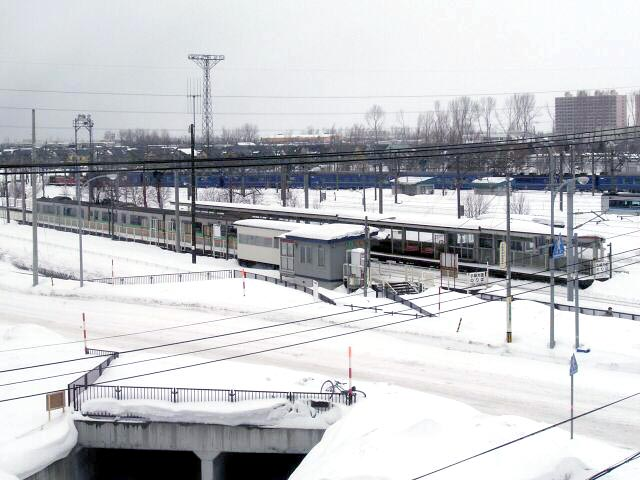
稲穂駅（2005年2月）

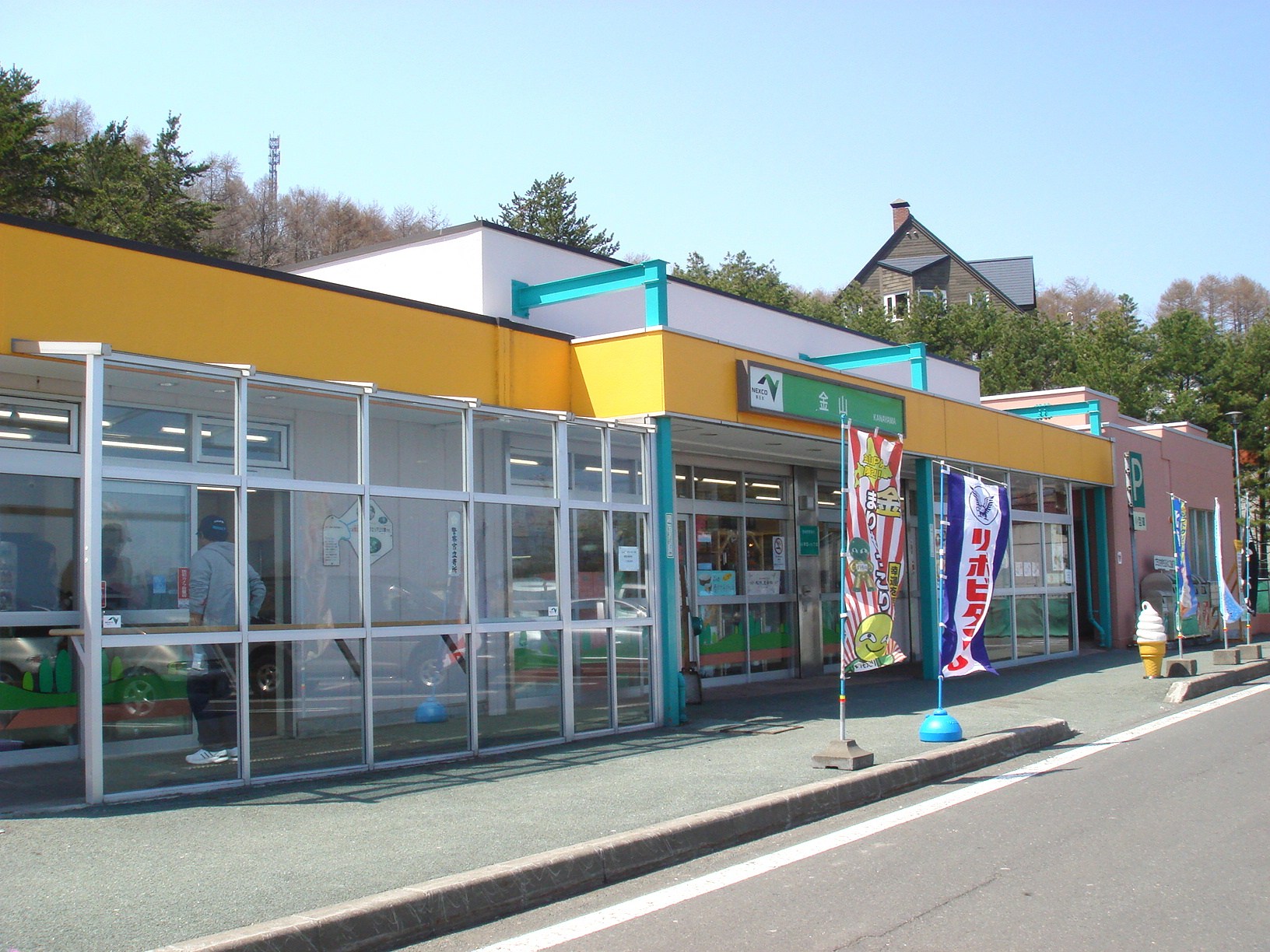
金山パーキングエリア（2009年4月）

### 鉄道
- 北海道旅客鉄道（JR北海道）函館本線
  - 稲穂駅 - 星置駅

### 道路
- 札樽自動車道 金山パーキングエリア
- 北5条手稲通（国道5号）：地区中心部を東西に走る。
- 二十四軒手稲通（軽川街道）：地区北部を東西に走る。旧国道。星置・曙との境界。
- 曙通：曙との境界。

ジェイ・アール北海道バスがバス路線（札樽線）を開設しており、稲穂3条に手稲営業所を設置している。

## 施設
- 手稲稲穂二条郵便局（稲穂2-3）
- ジェイ・アール北海道バス手稲営業所（稲穂3-4）
- NICHIJO稲穂工場（稲穂3-6）
- 札幌市立稲穂中学校（稲穂4-2）
- 札幌市立稲穂小学校（稲穂4-5）
- 北海道手稲養護学校（稲穂3-7）
- 北海道札幌稲穂高等支援学校（稲穂4-7）